# Curt Bentzin

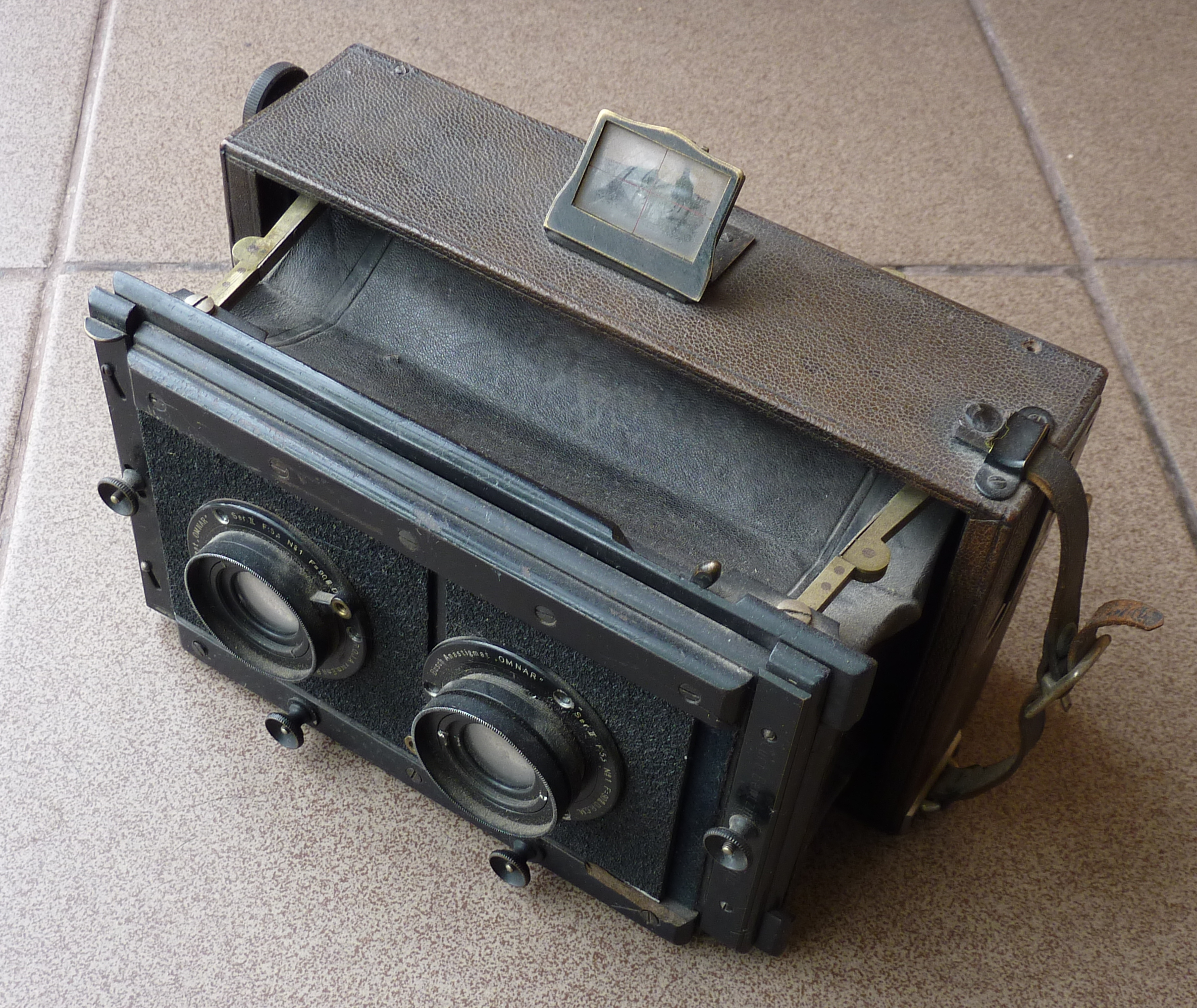
Stereo kamera od Curta Bentzina

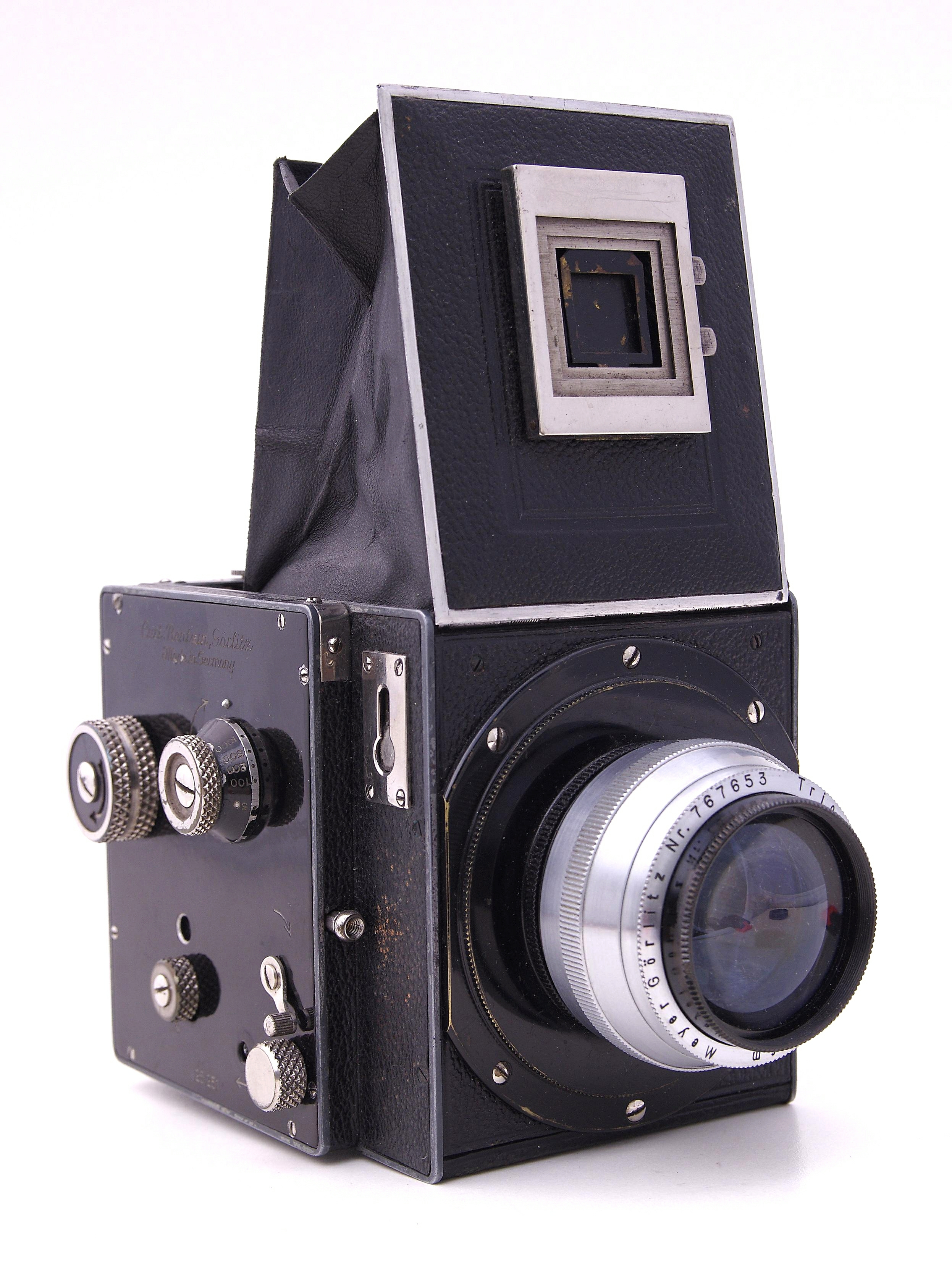
Fotoaparát Primarflex

Curt Bentzin (8. února 1862 – 23. května 1932) byl německý podnikatel a výrobce fotoaparátů v Görlitzu. Byl známý svými inovativními a vysoce kvalitními fotoaparáty (například Primar, Primarflex nebo cestovní fotografická kamera Primarette).

## Životopis
Dne 1. února 1891 založil svou první vlastní malou dílnu na výrobu fotografického vybavení. Společnost byla umístěna na adrese Demianiplatz 23/24 v Görlitzu. Kapacita malé dílny ve starém městě Görlitz byla rychle vyčerpána a Bentzin se rozhodl koupit pozemek, aby tam mohl postavit dům s integrovanou dílnou. Stěhování do nových prostor na ulici Rauschwalder Straße 28 se uskutečnilo v roce 1893.
Prostřednictvím spojení s Paulem Rudolphem začala v roce 1899 jednání o spolupráci mezi společností Carl Zeiss AG a Curtem Bentzinem. V roce 1900 byla v Jeně založena akciová společnost „Aktiengesellschaft Camerawerk Palmos“. Na konci roku 1900 byl představen první výsledek této spolupráce „Film Palmos 6 × 9“.
V roce 1901 měla společnost obrovské finanční problémy kvůli kolapsu banky Hausbank a bylo rozhodnuto o likvidaci. Po předčasné likvidaci společnosti Palmos AG a převzetí výroby v Jeně Carlem Zeissem se Bentzin v roce 1902 znovu osamostatnil. Nová společnost obchodovala pod názvem Curt Bentzin, Görlitz.
V následujících letech se společnost specializovala na zrcadlovky, deskové kamery a studiové a reprodukční fotografické kamery. Společnost se omezila na malý počet různých modelů, takže se mohla soustředit na zdokonalování modelů. Společnost také stavěla kamery pro známé fotografické společnosti: například Voigtländer, Emil Busch atd.
Po první světové válce následovalo stejně obtížné období inflace a Bentzin se stále více stahoval z obchodního života. V té době už jeho syn Ludwig Bentzin pracoval jako praktikant ve společnosti, aby se naučil základy pro svou budoucí roli ve společnosti. V roce 1928 Curt Bentzin předal společnost svému synovi Ludwigovi, jeho dceři Helene a jejímu manželovi Kurtu Grunovi.
Curt Bentzin zemřel 23. května 1932 ve věku 70 let.
Od roku 1939 společnost řídil jeho syn Ludwig Bentzin spolu se sestrou Helenou, společnost opustil Kurt Grun. V roce 1945 byla společnost přeměněna na VEB Görlitzer Kamerawerke, v roce 1948 se stala VEB Primar-Kamerawerk Görlitz, v roce 1951 byla sloučena s VEB Feinoptisches Werk (dříve Meyer Görlitz), kterou v roce 1968 získala VEB Pentacon Dresden. Výroba kamer byla zastavena v roce 1953.

## Galerie

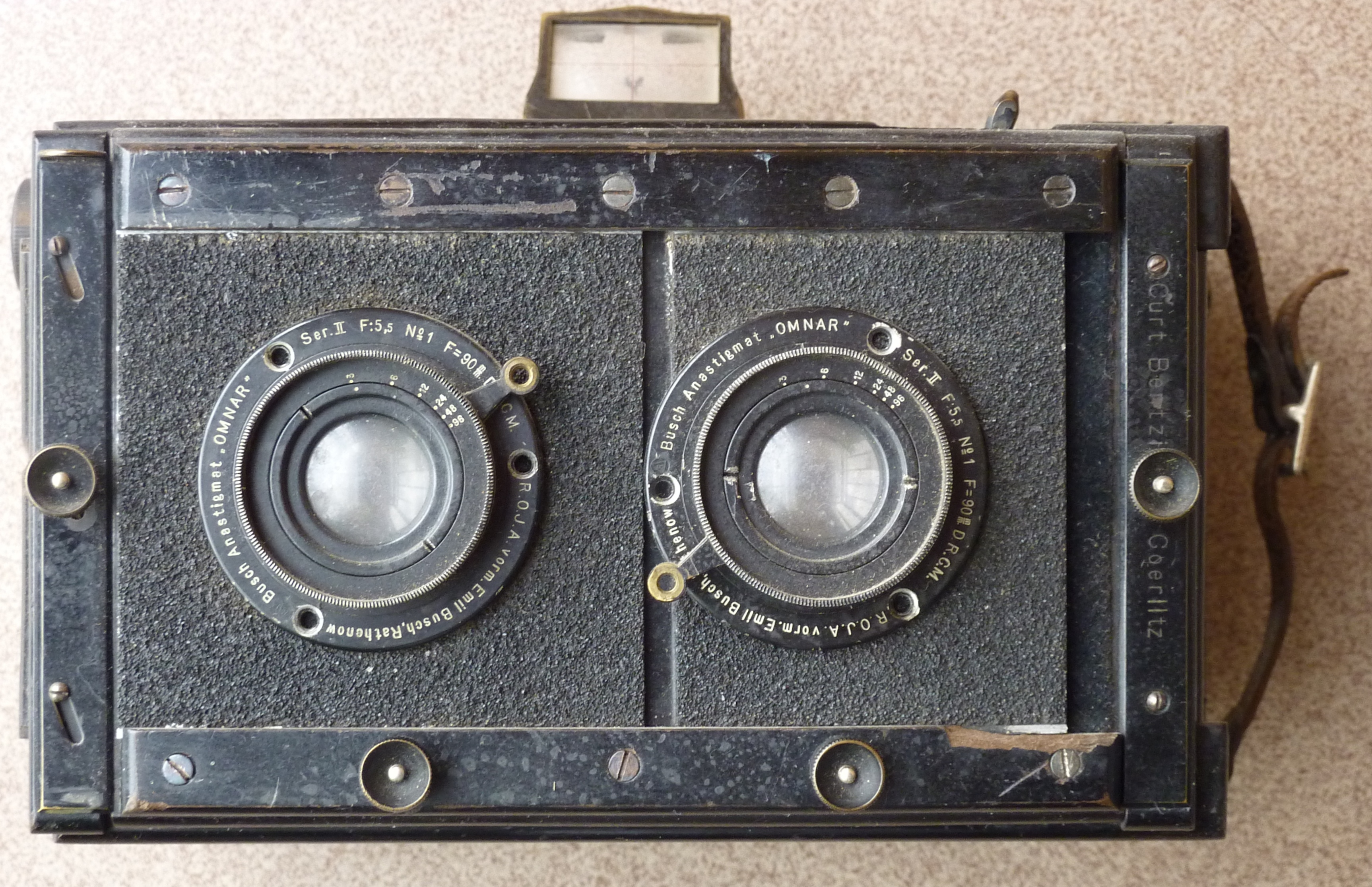
Fotografická kamera Curt Bentzin Görlitz
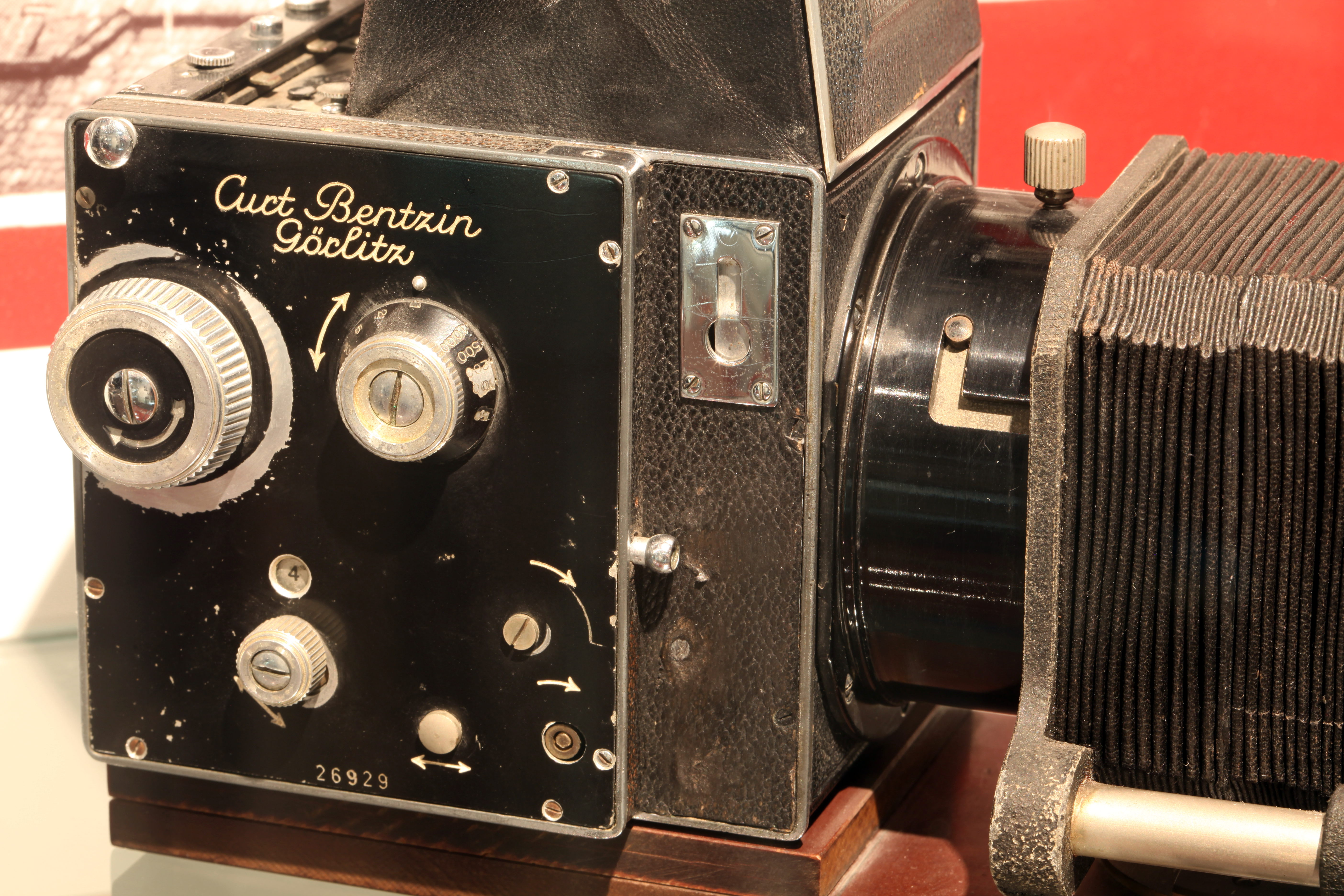
Fotoaparát Primaflex
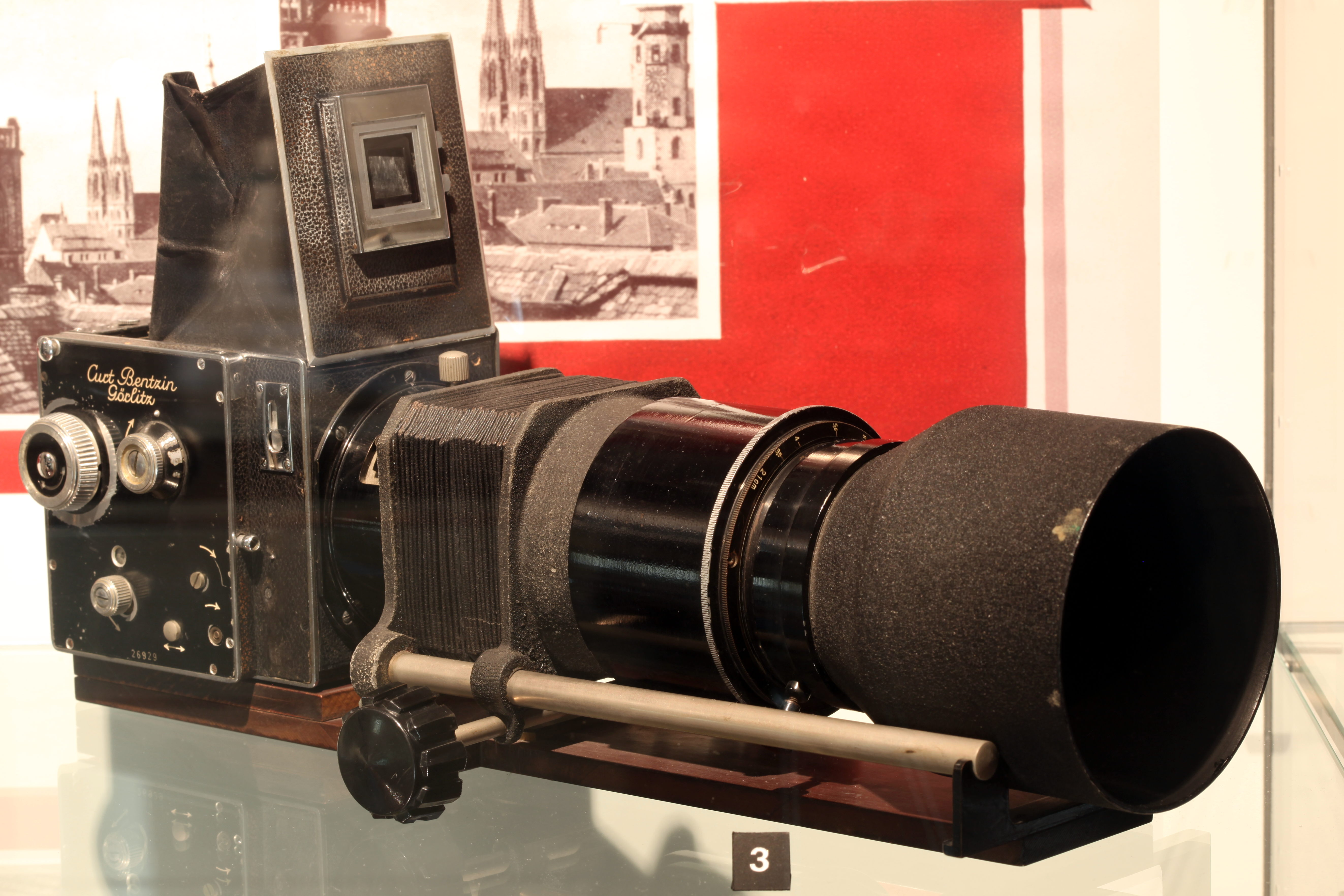
Fotoaparát Primaflex
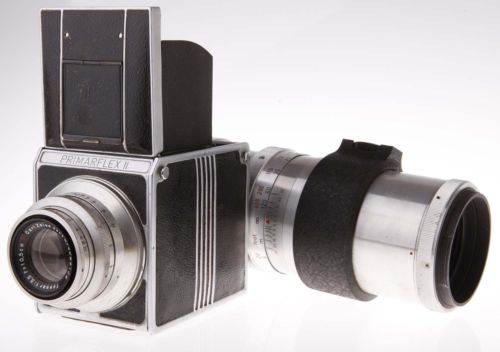
Fotoaparát Primarflex